# Каракаска (Карагандинская область)
Каракаска́ (каз. Қарақасқа) — упраздненное село в Нуринском районе Карагандинской области Казахстана. Входило в состав Баршинского сельского округа. Исключено из учётных данных в 2009 году. Код КАТО — 355237105.

## Население
В 1999 году население села составляло 800 человек (399 мужчин и 401 женщина). По данным переписи 2009 года, в селе проживал 121 человек (61 мужчина и 60 женщин).